# Forever Love (X Japan-dal)
A Forever Love az X Japan japán heavymetal-együttes 14. kislemeze, mely 1996. július 8-án jelent meg az Atlantic Records kiadásában. A kislemez első volt az Oricon slágerlistáján és 15. hétig szerepelt rajta. 1996 augusztusában platinalemez lett. Az 1997-ben újra kiadott verzió 13. volt a slágerlistán, az 1998-ban kiadott változat 18., a 2001-ben kiadott pedig 19.
Ez a dal volt az utolsó, közösen előadott daluk 1997-es feloszlásuk előtt, a Kóhaku uta gasszen című televíziós műsorban léptek fel vele december 31-én.

## Háttér
A kislemezen hallható változat eltér a Dahlia albumon találhatótól, utóbbi akusztikus felvétel. Az együttes 1997-es feloszlása után a kislemezt háromszor is újra kiadták. 
A dal a Clamp nevű mangarajzoló csapat X című mangája alapján készített animációs film betétdala volt 1996-ban. Japán korábbi miniszterelnökéről, Koizumi Dzsunicsiróról köztudott, hogy elkötelezett rajongója az X Japannek, pártja, a Liberális Demokrata Párt 2001-ben több reklámfilmjében is felhasználta a Forever Love-ot.
2019-ben Tatejama városa (ahol Yoshiki és Toshi születtek) úgy döntött, lecserélik az induló vonatokat jelző szignált az állomáson a Forever Love dallamára.

## Számlista
Az összes dal szerzője Yoshiki. 
| 1. | Forever Love                    | 8:41 |
| 2. | Forever Love (Original Karaoke) | 8:38 |

| 1. | Forever Love (Last Mix) | 8:31 |
| 2. | Longing (Bootleg)       | 7:56 |

| 1. | Forever Love                    | 8:41 |
| 2. | Forever Love (Live)             | 8:06 |
| 3. | Forever Love (Acoustic Version) | 7:55 |
| 4. | Forever Love (Last Mix)         | 8:31 |

## Közreműködők
- Társproducer: X Japan
- Zenekari hangszerelés: Yoshiki, Dick Marx, Shelly Berg
- Kotta: Tom Halm
- Zenekar: American Symphony Orchestra
- Keverés: Mike Ging
- Felvétel: Mike Ging, Rich Breen, Stan Katayama, Inada Kazuhiko
- Hangmérnök-asszisztensek: Tal Miller, C.J. Devillar, Dokk Knight, Carl Nappa, Paul Falcone
- Maszterelés: Stephen Marcussen (Precision Studio)
- A&R igazgató: Nagasima Oszamu
- Művészeti vezető: Shige#11
- Vezető producerek: Koszugi (Jr) Rjuzo, Masimo Jukitaka
- Akusztikus gitár: Bill Whiteacre (Forever Love [Last Mix])

## Fordítás
Ez a szócikk részben vagy egészben  a   Forever Love (X Japan song) című angol Wikipédia-szócikk fordításán alapul.  Az eredeti cikk szerkesztőit annak laptörténete sorolja fel. Ez a jelzés csupán a megfogalmazás eredetét és a szerzői jogokat jelzi, nem szolgál a cikkben szereplő információk forrásmegjelöléseként.